# Meta villiersi
Meta villiersi är en spindelart som beskrevs av Denis 1955. Meta villiersi ingår i släktet Meta och familjen käkspindlar.
Artens utbredningsområde är Guinea. Inga underarter finns listade i Catalogue of Life.